# Stridsvagn 103
El Stridsvagn 103 es un carro de combate construido en Suecia entre 1967 y 1971. Es conocido por carecer de torreta, resultando en un perfil muy bajo con énfasis en la defensa y el relativo aumento de nivel de protección de la tripulación. El perfil bajo podría reducirse otros 13 cm mediante el ajuste de la suspensión.
Otra característica del vehículo era la posibilidad de avanzar o dar marcha atrás a la misma velocidad. El Stridsvagn 103 formó una parte importante de las fuerzas armadas de Suecia desde la década de 1960 hasta la década de 1990, siendo retirado de servicio en favor del Stridsvagn 121, y de otros tanques bajo la designación Stridsvagn 122.

## Desarrollo
El Stridsvagn 103, también conocido como el S-tank, se desarrolló desde 1958 bajo el liderazgo de los diseños y fundamentos de construcción básicos dados por los ingenieros de la firma de armamentos sueca Bofors.
El primer Strv 103 se completó en 1966 y la producción continuó hasta junio de 1971, y a la fecha se construyeron un total de 300 unidades. Los primeros vehículos de preserie, denominados como los Strv 103A, no tuvieron en su dotación un sistema de pantalla flotante o de una pala de carga frontal, como se conceptuaba en sus esbozos iniciales. Los vehículos de producción posteriores, denominados Strv 103B, ya dispusieron de ambos sistemas y todas las unidades construidas anterior y posteriormente se actualizaron al estándar Strv 103B, una última versión; equipada con una motorización norteamericana fue la última en ser producida en 1971; era la Strv 103C, todas las variantes estaban equipadas con algo insospechado para la fecha: una turbina de gas que complementaba al motor diésel de serie y que le daba en posición estacionaria la electricidad para accionar de ser necesario el cañón y el encendido para el motor de marcha normal.
Con la llegada del carro alemán Leopard 2A4 y la construcción de una versión local del mismo blindado (denominada localmente Strv 122), el Strv 103 está siendo retirado del servicio y reemplazado por este y por la variante construida localmente (Strv 122).
Ahora que el S-tank está siendo retirado, no se conocen si habrá planes de actualización para éste vehículo.

## Descripción
El casco, totalmente soldado; del S-tank dispone el motor y la transmisión en la parte delantera, y el compartimiento de la tripulación en el centro, y los proyectiles del cañón y de las armas secundarias están en unos compartimientos en el centro y atrás del mismo. Aparte se dotaron una serie de costillas de arcos de acero especial en forma horizontal en el glacis para detonar y/o detener proyectiles del tipo APFSDS. Los dos motores están enlazados juntos por una salida común a la caja de marchas, y el diésel es normalmente usado para la impulsión; y la turbina de gas se usa solamente cuando el carro está en actividad. La turbina de gas se puede usar para encender el motor en climas fríos y funciona en posición estacionaria como fuente de energía para los sistemas eléctricos y electrónicos en vez del motor diésel. Dos extinguidores de llamas en el compartimiento del motor se pueden operar desde dentro del habitáculo o por fuera de éste. El glacis y el armamento principal se pueden remover después de cambiar el sistema de motorización, lo que toma cerca de 4 horas.
La transmisión consiste de un sistema desarrollado por Bofors de tres cambios, con una caja automática; con los engranajes básicos para la marcha hacia adelante y hacia atrás en la misma. La impulsión es regenerativa, compuesta de un sistema de doble diferencial con un sistema hidrostático de impulso, acoplada a las columnas de tracción de la transmisión.

El conductor, que ejerce como artillero del armamento principal, está sentado en la izquierda del casco por medio de una cubierta de una sola pieza, un sistema de miras OP-1L combinadas en un periscopio y un binocular en su frente y una sola pieza de periscopio en la izquierda proveen el sistema de puntimetría y visión a la tripulación. El sistema OP-1L dispone de una visión semipanorámica de 100° y un aumento de x1, x6, x10 hasta de x18 con la gratícula de las mirillas de apunte en el ojo derecho. Un sistema SIMRAD LV300 de puntería láser es incorporado en el sistema de miras OPS-1L. El radioperador está sentado atrás del conductor y su acceso está provisto por una cubierta de una sola pieza junto a dos periscopios que le suministran visión del entorno de combate, y de controles para maniobrar desde atrás, que se puede operar en vadeos de ser requerido. El comandante está situado en el lado derecho del casco, ligeramente situado atrás del radioperador, y dispone de cuatro periscópios y de un sistema OPS-1 combinado de periscopios y binocular como mirillas del entorno. Las mirillas no operan los sistemas de mira láser, perou al necesitarse se puede proveer por medio de la mira del ojo izquierdo de la mira combinada. El sistema de mirillas del comandante OPS-1 está totalmente estabilizado y cuenta con una elevación de -11 hasta los +16°, y su cúpula tiene un traverso de hasta 208° de giro. La cúpula está estabilizada con un azimut le permite al comandante localizar el blanco. Éste puede usar los manerales de las columnas de dirección para apuntar el carro en dirección al blanco, aparte; puede seleccionar con los mismos los tipos de munición a disparar, e incluso accionar el armamento principal. Todos los periscopios y miras en el S-tank disponen de cubiertas blindadas de salida con dos funciones: proveen protección en impactos de explosivos fragmentarios y previene que el tanque sea visible por el reflejo de la luz del sol que de contra los lentes de los periscopios. Aparte disapone de una salida de escape en el compartimiento de combate para evacuar la tripulación en caso de emergencia.
La suspensión hidroneumática consta de un sistema cuatro ruedas con cubiertas de goma duales idénticas a las usadas en el Centurión para simplificar ciertos aspectos logísticos, con dos iguales atrás del casco como reemplazo. La rueda de impulso motriz en el frente y dos piñones de retorno están cubiertos por láminas de acero blindado. Para proveer una mayor estabilidad en el momento del disparo; la suspensión es trabada, es decir; queda fija cuando el armamento principal es disparado. La primera y cuarta rueda están montada en brazos independientes, con la segunda y tercera rueda en brazos de arrastre simple. Unas bombas de desplazamiento positivo transfieren fluido a los ejes de manera dual a las unidades trasera y delantera, con un sistema servoautomático que compensa la alteración en el largo de las orugas en su contacto al suelo, y la distribución de la altura del casco al suelo. Las orugas son del tipo de doble pinaje con gomas reemplazables. Las ruedas aceradas y las orugas originales pueden ser reemplazadas por sistemas de ruedas y orugas Diehl que consta de 122 topes de goma y sus conectores.

## Características técnicas

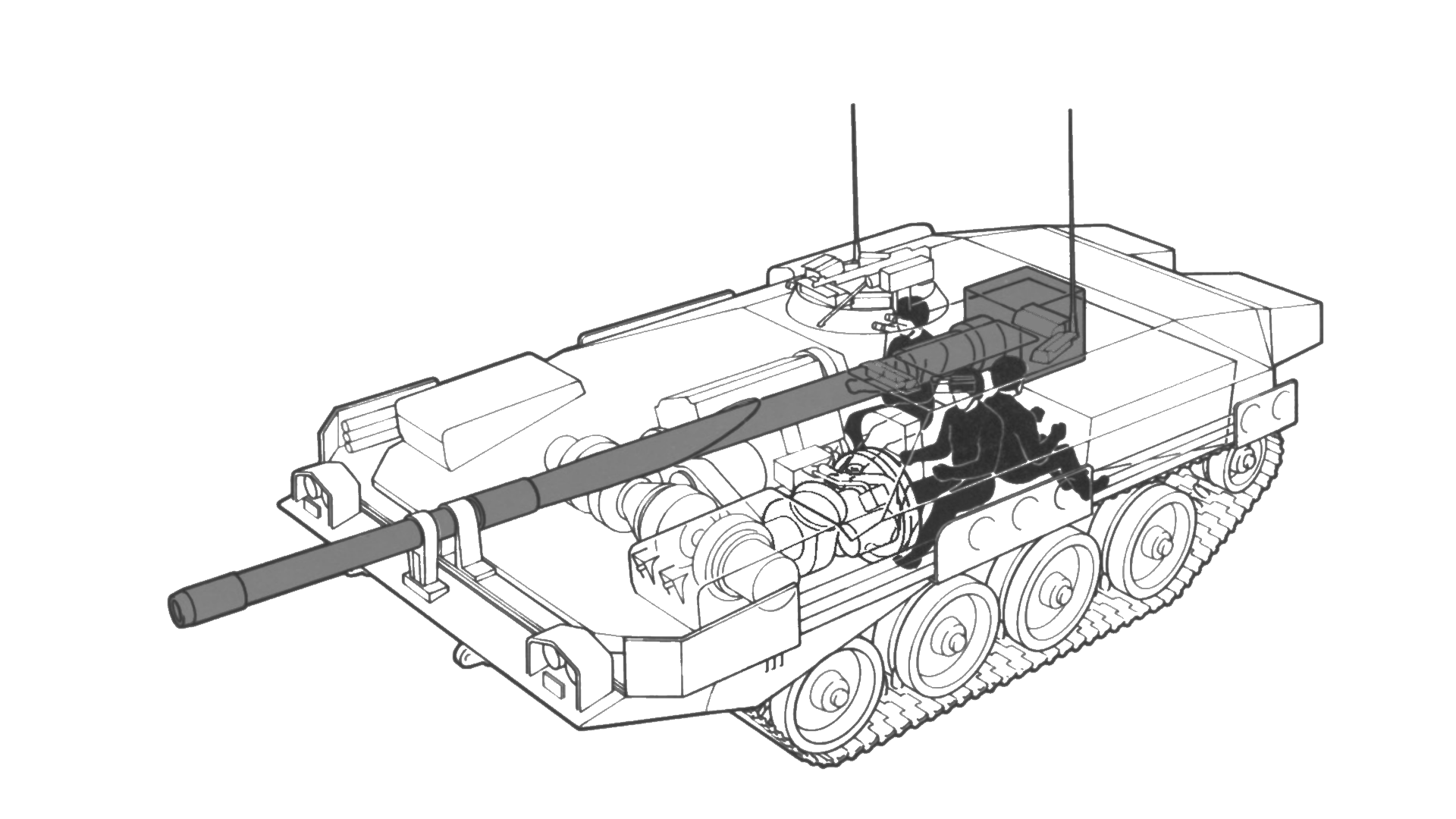
Cañon de 10,5 cm

El armamento principal del S-tank es un cañón de calibre 105 mm estriado, de 62 calibres de longitud, denominado localmente L74. Este cañón, que posee un extractor de gases pero no un freno de reculada; es básicamente una versión alargada del diseño básico británico del L7. Este es alimentado por un sistema de proveedor que están atrás del casco con 50 proyectiles de munición en 10 contenedores de cinco proyectiles cada uno; siendo esto una forma atípica de recargado; y en operación normalmente se almacenan 25 proyectiles perforantes, 20 de  Alto Poder Explosivo y cinco de humo, pero esta combinación es susceptible de ser modificada de requerirse. El cargador automático le proporciona una alta cadencia de fuego sostenible a más o menos una tasa de fuego de 15 disparos por minuto. Al agotarse las cargas de munición los proveedores se pueden recargar desde fuera por medio de dos cubiertas atrás y sustituirse por el personal de la tripulación en 10 minutos aproximadamente. Los cartuchos vacíos son expulsados automáticamete del casco, y si el cargador automático falla; el operador de la radio puede cargar munición a la brecha del cañón manualmente. Los botones del activador principal de la caja de manejo base se puede usar para seleccionar el tipo de munición a ser disparada. Suecia ha adoptado la munición estándar israelí M111 APFSDS-T para el arma del S-tank como el reemplazo de la usada previamente, de tipo APDS por ser más efectiva.
Dos ametralladoras recalibradas al calibre 7.62 mm denominadas localmente Ksp 58 van montadas a la izquierda del casco, de la misma manera que el armamento principal y dispararse de manera alternada. Una vez que la munición se ha acabado, ésta debe ser resurtida por uno de los tripulantes; para lo que debe abandonar el vehículo. Una ametralladora de calibre 7.62 mm Ksp 94 montada en el lado izquierdo de la cúpula del comandante y puede ser disparada fuera del vehículo y puede ser usada para la defensa antiaérea. Para apuntar a blancos en condiciones nocturnas, dos sistemas Bofors Lyran de lanzagranadas están dispuestos en el techo para el rol antes citado.
Una pantalla flotante en el frente, puede ser llevada y montada alrededor de la punta del casco,0 lo que toma cerca de 15 a 20 minutos, lo que le permite al conductor desplegar el carro sin afectar su visibilidad, y llevarlo a cruzar y/o vadear cursos de agua de hasta 5 metros (con snorkel) a una velocidad de 6 km/h. en flotación, el conductor se sitúa en el tope del casco atrás dondepuede manejar mediante un mando remoto y sentarse por medio de unos retenes atados al asiento de su posición.
Una pala de carga frontal, de tipo buldózer es acarreada en el casco unida bajo la nariz del mismo; y que cuando es requerid, es alzada hacia adelante y asegurada por dos tuercas. Esta es operada por el ajuste de la suspensión hidroneumática. El S-tank no posee defensas ABQ pero puede equiparse para portar uno de ser necesitado.
Alojados externamente en la parte de atrás del casco del S-tank hay dos compartimentos de carga resistentes al agua para las pertenencias de la tripulación, las ruedas de reemplazo y diversos elementos.

### Programa de modernización del Stridsvagn 103
Después de pruebas extensas en versiones modificadas del S-tank, se decide retirar la motorización Rolls-Royce K-60 y reemplazarla por una de la marca Detroit Diesel, del modelo 6V-53T, con una potencia de 290 hp, todas las versiones de los anteriores vehículos son equipadas con un kit de retrofitque remplaza al, sistema motor, la transmisión y sus sistemas auxiliares. En adición, el modernizado S-tank posee una variante modificada de la transmisión, consistente en un sistema de tres pasos automático; en una caja de cambios desarrollada por Bofors, con los engranajes de cambio adelante/artás y sus funciones y las unidades de electrónicas, nuevos radiadores, generador (una turbina desarrollada por Caterpillar), exhosto y controles en una nueva unidad de dirección. La retícula de mira existente es reemplazada por una SIMRAD Nd:YAG para la mira láser incorporada al mando de las miras desarrollado por Bofors. En 1983, Bofors había entregado el prototipo equipado con una computadora balística en el S-tank equipada con el mismo software usado en la actualización del Centurión, pero con el hardware modificado para el compartimiento del Stridsvagn 103.
Pasado el año 1984, diez prototipos modernizados del S-tank habían sido completados. A principios del año 1983, Bofors fue contratada para la producción y reconstrucción de las variantes Strv 103B al nuevo estándar Strv 103C entregándose siete unidades por mes. Los primeros vehículos remanufacturados se entregaron el verano de 1986 y las entregas finales se dieron hasta 1989. El Strv 103C es equipado con dos sistemas de iluminación de blancos Bofors Lyran y la munición para este equipo se sitúan en el compatimeto del conductor.
Durante su movilización, el carro puede ser equipado con dos bidones de 2x9, cada uno con capacidad de 22 litros de combustible.

#### Blindaje extra añadido
Posteriormente en 1992, se exhibe al público una versión del blindado Strv 103C equipada con un blindaje en el frente del vehículo capacitado para inactivar municiones del tipo High Explosive Anti-Tank (HEAT) después de su impacto con el blindaje principal. en adición, el arreglo del blindaje añadido puede destruir ciertos tipos de munición de acción kinética.
Este paquete de blindaje fue desarrollada años atrás, y consiste de 32 barras hechas de acero de alto temple que cubren hoyos prefabricados y son insertados en cada uno de los frentes huecos hechos a propósito para facilitar su reemplazo por otros en el glacis. Una vez una barra se ha dañado puede ser rápidamente reemplazada por otra barra inmediatamente.

## Variantes

### Stridsvagn 103A
Variante de preproducción, 10 construidas.

### Stridsvagn 103B
Variante de Dotación, coincide con la descripción anteriormente dictada; 290 construidos.

### Stridsvagn 103C
Variante de actualización, coincide con la descripción anteriormente dictada; las versiones anteriores fueron actualizadas a este estándar; 300 unidades.

### S-tank con Rollos de Limpieza Barreminas (MINE ROLLER I)
A finales del año 1989, es construido el primer equipo sueco de barreminas y entregado al Ejército de Suecia para sus pruebas. Los tests de exhibición y demostración demostraron que el equipo es capaz de detonar entre 15 a 20 minas antitanque pesadas al mismo tiempo que continúa barriendo las minas a la vez que cruza el mismo ancho de barrido. El Mine Roller I ha sido diseñado para montarse en cualquier tipo de vehículo y dos tipos de acoplamiento han sido producidos: Los acoples de uno de ellos son para el Centurión, y el tipo de acople dos está desarrollado para el Stridsvagn 103 o más conocido en el mundo angloparlante como S-tank. El aspecto exterior del Stridsvagn equipado con este sistema es el mismo de uno normal, y el peso en combate se incrementa en 6 toneladas, siendo el peso del acople de menos de una tonelada.

## Estado de su producción
La producción fue completada. En servicio con el Real Ejército de Suecia, y con la introducción al servicio activo del más sofisticado Stridsvagn 121/Stridsvagn 122, el innovativo S-tank, el carro de combate de Bofors, está siendo retirado del servicio activo.

## Usuarios
- Suecia - 300 unidades, retiradas.[4]